# Persoonia rufiflora
Persoonia rufiflora (лат.) — кустарник, вид рода Персоония (Persoonia) семейства Протейные (Proteaceae), эндемик юго-западного региона Западной Австралии. Прямостоячий иногда раскидистый куст с опушёнными молодыми веточками, с копьевидными или линейными листьями и с опушёнными зеленовато-жёлтыми цветками, расположенными поодиночке или парами.

## Ботаническое описание
Persoonia rufiflora — прямостоячий, иногда раскидистый куст высотой 0,5-2,5 м с молодыми веточками, покрытыми сероватыми или ржавыми волосками. Листья от копьевидных с более узким концом к основанию, до линейных, длиной 20-45 мм и шириной 0,7-8 мм с тремя выступами на верхней поверхности. Цветки расположены поодиночке или парами, у основания находится чешуйчатый лист. Листочки околоцветника зеленовато-жёлтые, длиной 6,5-10 мм, снаружи покрыты волосками, пыльники белые. Цветение происходит с июня по сентябрь, плод представляет собой гладкую костянку почковидной или овальной формы около 6 мм в длину и 2 мм в ширину.

## Таксономия
Впервые вид был официально описан в 1855 году Карлом Мейснером в гукеровском журнале Hooker’s Journal of Botany and Kew Garden Miscellany из образцов, собранных Джеймсом Драммондом.

## Распространение
Persoonia rufiflora растёт в редколесье и пустошах между национальным парком Калбарри и районом Могамбер на юго-западе Западной Австралии.

## Охранный статус
Вид классифицируется Департаментом парков и дикой природы правительства Западной Австралии как «не находящаяся под угрозой исчезновения».